# Homens Sem Mulheres (coleção de contos de Haruki Murakami)
Homens Sem Mulheres (japonês: 女のいない男たち, Hepburn: Onna no inai otokotachi) é uma coleção de contos pelo autor japonês Haruki Murakami, traduzido e publicado em inglês em 2017. As histórias são sobre homens que perderam mulheres nas suas vidas, normalmente para outros homens ou morte. A coleção partilha o seu título com a segunda coleção de contos de Ernest Hemingway.

## Conteúdos
| História              | Originalmente publicados em (tradução em inglês) |
| --------------------- | ------------------------------------------------ |
| "Drive My Car"        | Freeman's                                        |
| "Yesterday"           | The New Yorker                                   |
| Um Órgão Independente |                                                  |
| Xerazade              | The New Yorker                                   |
| Kino                  | The New Yorker                                   |
| Samsa Apaixonado      | The New Yorker                                   |
| Homens Sem Mulheres   |                                                  |

## Sinopses

### "Drive My Car"
Kafuku, um veterano e ator viúvo, contrata uma condutora de vinte e quatro anos, Misaki Watari, para ser sua motorista por Tóquio devido à sua carta de condução lhe ter sido retirada devido a dirigir sob o efeito do álcool e a um glaucoma. Durante as suas viagens, Kafuku ocasionalmente conta-lhe acerca da sua vida como ator e sobre os casos extraconjugais da sua falecida mulher. Uma das histórias inclui como ele se tornou amigo de um dos amantes da mulher, Takatsuki, com a intenção de o magoar. No entanto, durante a sua amizade de seis meses que foi maioritariamente passada a beber em bares locais, ele nunca descobriu nenhuma informação condenável e, ao invés disso, simpatizou com as observações de Takatsuki. Ele também nunca aprendeu sobre a motivação da sua mulher, chamando-lhe um "ponto morto" no seu conhecimento. Depois de ouvir a sua história, Misaki nota que talvez a sua mulher ter casos não tinha nada a ver com o seu amor e que isso era uma razão suficiente para o fazer. Depois de contemplar estas proposições, ele adormece enquanto ela conduz. Lidar com atores e o mundo do teatro, "Drive My Car" podia ser considerado como um exemplo do que Graham Wolfe chama de "ficção de teatro".

### "Yesterday"
Tanimura lembra-se de uma altura no início dos seus vinte anos quando ele trabalhava num restaurante com o seu amigo Kitaru. Kitaru tem algumas idiossincrasias que causam a sua namorada Erika a sentir-se incomodada com a sua relação; ele fala com um dialeto de Kansai apesar de ter vivido toda a sua vida em Tóquio, não quer estudar apesar de ter inspirações para a universidade, e parece ser assexual à volta dela. Um dia, Kitaru propõe que Tanimura saia com Erika, com o que Tanimura concorda relutantemente. No seu encontro, ambos falam das suas vidas pessoais. A namorada de Tanimura não se podia comprometer com ele enquanto Erika admite que tem andado com outro homem por causa da apatia de Kitaru. Apesar da sua "infidelidade," ela admite que Kitaru tem um lugar especial no seu coração, e que tem sonhos vividos como um casal. Tanimura reconta a sua experiência com ela a Kitaru durante o seu próximo turno, omitindo certos detalhes. Uma semana depois, Kitaru despede-se e Tanimura perde contacto com Kitaru e Erika.
Dezesseis anos depois, já com trinta anos, Tanimura vê Erika num evento de prova de vinho. Ele revela que é casado, mas Erika ainda está solteira. Como ela sabe, Kitaru é um chef de sushi em Denver e também ainda é solteiro. Ele pergunta-lhe se ela tinha tido sexo com o homem que mencionou no seu encontro anos atrás; ela responde que sim, mas que não levou a nada e que ela ainda pensa em Kitaru ocasionalmente.
O título desta história vem do Yesterday (The Beatles) e como, quando a ouvir, Tanimura lembra-se da má tradução divertida de Kitaru da letra para "Japonês Kansai."

### Um Órgão Independente
Tanimura conta sobre uma altura da sua vida quando ele jogava squash regularmente com o Dr. Tokai, um cirurgião cosmético de cinquenta e dois anos e solteirão que nunca viveu uma relação séria a longo termo ou se apaixonou com alguém. No entanto, Tokai apaixona-se por uma mãe casada de trinta e seis anos e pede conselhos a Tanimura. Durante a sua conversa, Tokai menciona como ele estava a lutar com a questão, "Quem no mundo sou eu?" e reconta a história de um doutor judeu que perdeu tudo, mas a sua vida em Auschwitz e como ele podia ter sido esse doutor. Tokai também notou que pela primeira vez na sua vida, ele sentiu raiva.
Tokai parou subitamente de ir ao ginásio pouco depois e só depois de dois meses é que Tanimura descobre sobre a sua morte pelo assistente do escritório de Tokai, Goto; eles combinam encontrar-se e discutir sobre Tokai. Goto fala-lhe sobre como o doutor mudou repentinamente os seus hábitos no trabalho; ele deu uma aura diferente do que antes. Depois de Tokai parar de aparecer no trabalho, Goto fica mais preocupado e vai ao apartamento de Tokai e descobre-o acamado e débil. Ele entende que Tokai desistiu da vida depois da mulher que Tokai amava o abandonar e ao marido por um terceiro amante. Tokai, doente de amor e com o coração partido, condena-se a uma morte lenta por anorexia. Goto conclui dando a Tanimura a raquete de squash que Tokai queria que ele tivesse e pede a Tanimura para não esquecer Tokai.
O título da história vem da memória de Tanimura da observação de Tokai que as mulheres têm um "órgão independente" que as permite mentir com uma consciência clara.

### Xerazade
Incapaz de sair do seu apartamento, Habara depende de uma enfermeira que ele chamou de "Xerazade" para as suas provisões. Apesar de ser casada com filhos, ela visita-o regularmente para ter sexo com ele; depois de cada sessão, ela conta-lhe uma história. Ela também nota que ela era uma lampreia na sua vida anterior e pode ás vezes acessar essas memórias de estar no mar.
No curso de vários encontros, Xerazade conta como ela estava loucamente apaixonada por um rapaz do secundário, tanto que ela entrou na casa dele discretamente várias vezes com um chave escondida no tapete da entrada durante o horário escolar. Quando lá dentro, ela visionou as coisas dele, deitou-se na cama dele, e "trocou" as suas coisas pelas dele, estando demasiado assustada para ser uma ladra. Nas suas primeiras duas visitas, ela trocou um tampão por um lápis e depois três cabelos dela por um pequeno emblema de futebol. Na sua terceira visita, ela finalmente rouba uma das suas camisolas usadas. Depois de se lembrar o quão apaixonada ela estava por ele na altura, ela pede a Habara para ter sexo com ela outra vez; ele acha esta sessão mais apaixonada que qualquer outra.
Depois de entrar pela quarta vez, Xerazade notou que as fechaduras tinham sido mudadas e relutantemente voltou para os seus hábitos escolares normais. Eventualmente, ela começa a esquecer o rapaz, mas durante a escola de enfermagem, ela viu o rapaz outra vez pela mãe dele. Notando que a tarde está a acabar, ela diz a Habara que lhe irá dizer as circunstâncias na próxima visita. Desejoso mas cuidadoso, ele concorda, mas nessa noite na cama, ele preocupa-se com nunca mais a ver.

### Kino
Kino, com a ajuda da sua tia reformada, decide abrir um bar depois de ele descobrir sobre o caso que a sua mulher estava a ter com um amante, um dos seus colegas. Inicialmente ninguém aparece exceto um gato, que ele deixa ficar. Uma semana depois, um homem misterioso, Kamita, começa a frequentar o bar porque acha o estabelecimento um local calmo para ler. Algum tempo depois, dois clientes causam um tumulto e Kino pede-lhes para eles saírem. Eles reagem agressivamente, mas Kamita insiste e eles redirecionam a sua hostilidade para ele. Os três clientes vão para o exterior, e pouco depois, Kamita volta e diz que aqueles homens não o vão voltar a chatear.
Uma semana depois, Kino nota que uma mulher em particular que frequenta o bar, mas nesta ocasião a sua companhia masculina não está presente, ela demonstra interesse pela sua afeção mútua de jazz. Depois de toda a gente sair, ela revela-lhe o seu corpo; ela tem muitas cicatrizes, o resultado de queimaduras de cigarros. Ele têm sexo a noite toda no quarto de Kino.
Depois do seu divórcio ser finalizado, a sua mulher volta ao bar para resolver uns últimos assuntos. Ela pede-lhe desculpa, mas Kino não é capaz de entender o sentido da desculpa. Algum tempo depois, o gato desaparece e não volta; invés disso cobras começam a aparecer regularmente. Ele liga à sua tia para conselhos, e ela sugere-lhe que isso podia ser um ómen. Kamita volta, e diz-lhe que ele tem trabalho para a sua tia e insiste que ele tem de fechar o bar temporariamente e ir numa viagem para encontrar a sua alma. Durante a viagem, ele vê pessoas felizes a fazer trabalho mundano e questiona-se sobre a sua vida. Durante a noite quando ele percebe que há um bater estranho na porta, ele aceita-se, percebendo que ele tem vivido há muito tempo em apatia.

### Samsa Apaixonado
Gregor Samsa acorda num quarto da sua casa de dois andares, certo de quem ele é mas incerto do que o rodeia. Ele tem fome, então ele vai lentamente à cozinha, acostumando-se a movimentar o seu corpo. Já há comida preparada na mesa, então ele come tudo. Então ele nota que está nu, então ele procura pela casa até que encontra um roupão.
Quando a campainha toca, ele abre a porta e encontra uma jovem rapariga corcunda, que é serralheira, que diz estar ali para arranjar uma fechadura na casa. Hesitante, ele diz-lhe que uma das fechaduras do quarto de cima precisa de ser arranjada. Enquanto eles interagem, Samsa nota que ele é incapaz de entender algumas das palavras comuns que ela usa. Quando ela lhe diz que precisa levar a fechadura para a sua família de serralheiros para mais trabalho, ele pergunta-lhe porque é que ela roda tanto o braço. Ela diz que o seu soutien é desconfortável; enquanto lhe disse que ela nota que ele tem uma ereção visível. Ofendida, ela despreza-o antes de ele dizer que não sabe o que ele está a fazer. Antes de ela se ir embora, ele pergunta-lhe se ela podia voltar para eles falarem, como ele ainda está confuso sobre a maioria do mundo. Ela diz que talvez eles possam fazer isso quando ela devolver a fechadura, antes de ela voltar para a sua família por Praga que tem uma ocupada militarmente.

### Homens Sem Mulheres
Um autor sem nome recebe uma chamada no meio da noite a dizer-lhe que a sua antiga namorada, a quem ele chama de M, cometeu suicídio, sendo o interlocutor o marido de M. Ele fica insuportavelmente angustiado quando descobre sobre a notícia.
O narrador fala sobre como ele se imagina a conhecer M quando eles tinham quatorze anos e no secundário. Ele pede-lhe por uma borracha na aula e ela parte a dela a meio e dá-lhe um pedaço; este encontro lhe aquece o coração. Ela então parte-lhe  coração fugindo com marinheiros que lhe prometem mostrar o mundo. Ele corre atrás dela, mas nunca a alcança.
Na realidade, ele conheceu-a por apenas dois anos na sua vida adulta e eles só se viam algumas vezes por mês. Ela ama música de elevador, e toca sempre "A Summer Place" quando eles têm sexo. Ele repara que por causa da sua morte, ele agora considera-se o segundo homem mais solitário do mundo, depois do marido dela. Ele também está num estado que ele chama de "Homens Sem Mulheres," um período de miséria repentina e intensa depois de uma homem descobrir sobre a morte de uma mulher amada.

## Receção crítica
A receção da coleção tem sido maioritariamente positiva. Lucy Scholes, para o The Independent, afirma que as histórias "ligadas são uma cadeia de pedras preciosas, a luz refratada de cada uma igualmente bonita mas os tons variam subtilmente." Heller McAlpin, para o The Washington Post, afirma que "serpentear [de Murakami], contos fascinantes de alienação profunda são conduzidos por circunstâncias enigmáticas que nem as suas personagens nem os leitores conseguem resolver — recordando da asserção do existencialista Gabriel Marcel de que "A vida não é um problema para ser resolvido mas um mistério para ser experimentado."

## Adaptação
Os contos "Drive My Car" e, num grau menor, "Xerazade", serviu como a base para o filme de 2021 com o mesmo nome por Ryusuke Hamaguchi.